# 4954 Eric
4954 Eric è un asteroide near-Earth del diametro medio di circa 10,8 km. Scoperto nel 1990, presenta un'orbita caratterizzata da un semiasse maggiore pari a 2,0013709 UA e da un'eccentricità di 0,4484030, inclinata di 17,44700° rispetto all'eclittica.